# America First Committee
America First Committee (AFC) byla americká izolacionistická zájmová skupina proti vstupu Spojených států amerických do druhé světové války. Organizace byla aktivní mezi zářím 1940 a prosincem 1941. Na vrcholu své činnosti měla 800 tisíc členů v 450 místních organizacích. Mezi členy byli republikáni, demokraté, národní pokrokáři, ale také farmáři, průmyslníci, studenti, novináři a komunisté i antikomunisté. Hnutí vzbudilo kontroverzi kvůli profašistickým a antisemitským postojům některých lídrů a členů. Organizace ukončila svou činnost 11. prosince 1941, čtyři dny poté, co japonský útok na Pearl Harbor zavedl Spojené státy americké do války.
AFC tvrdilo, že žádná cizí mocnost nemůže úspěšně zaútočit na silně bráněné Spojené státy, že případná porážka Spojeného království nacistickým Německem neohrozí americkou národní bezpečnost a že poskytnutím vojenské pomoci Spojenému království by Spojené státy riskovaly zatažení do války. Skupina se horlivě stavěla proti pomoci pro Brity, kterou představil prezident Franklin D. Roosevelt, jako byla dohoda o torpédoborcích za základny nebo zákon o půjčce a pronájmu, ale selhala ve svém úsilí je zablokovat.
AFC založil student práv na Yaleově univerzitě Robert D. Stuart Jr., jehož rodina vlastnila společnost Quaker Oats Company. Předsedou se stal Robert E. Wood, bývalý voják, který vykonával řídicí funkci ve společnosti Sears, Roebuck and Company. Jedním z prvních slavných členů AFC byl podnikatel Henry Ford, který ale pro svůj antisemitismus musel z organizace vystoupit. Propagátorem AFC a od roku 1941 i členem byl slavný pilot Charles Lindbergh. Lindbergh byl rovněž kritizován za fašistické a antisemitské projevy. Historička Susan Dunnová dospěla k závěru, že „Ačkoli většina jejích členů byla pravděpodobně vlastenecká, s dobrými úmysly a poctivá ve svém úsilí, AFC by se nikdy nedokázalo zbavit nánosu antisemitismu.“

## Historie

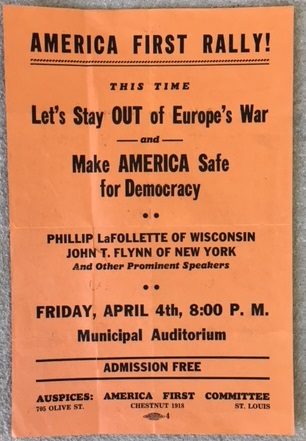
Plakát k setkání AFC v St. Louis, Missouri (duben 1941)

Na konci třicátých let 20. století přijaly Spojené státy americké izolacionistickou zahraniční politiku. Po vypuknutí druhé světové války vyhlásily neutralitu. Susan Dunnová napsala: „izolacionisté a antiintervencionisté se objevovali ve všech liniích a barvách - ideologických, ekonomických, etnických, geografických. Tuto eklektickou koalici tvořili farmáři, odboroví vůdci, bohatí průmyslníci, vysokoškolští studenti, vydavatelé novin, bohatí patricijové i nově příchozí imigranti. Existovalo velké množství příslušností a přesvědčení: demokraté, republikáni, komunisté, socialisté, národní pokrokáři, radikálové, pacifisté a prostí odpůrci F.D.R.“. Jednou ze zásadních událostí bylo propační nacistické shromáždění, které v únoru 1939 organizoval German-American Bund v newyorské Madison Square Garden. Toho se účastnilo dvacet tisíc diváků, přičemž proti němu protestovalo sto tisíc demonstrantů.
Izolacionisté a antiintervencionisté měli silnou členskou základnu na Yaleově univerzitě. A právě zde byla America First Comittee (AFC) založena studentem Robertem D. Stuartem Jr., jehož otec vlastnil společnost Quaker Oats Company. Před založením AFC byl členem univerzitního spolku, který zastával izolacionismus a mezi jehož členy patřili Gerald Ford (budoucí prezident USA), Potter Stewart (budoucí soudce Nejvyššího soudu) nebo Eugene M. Locke (budoucí diplomat a podnikatel). V těchto kruzích se pohyboval také Sargent Shriver (budoucí ředitel Mírových sborů). Stuart kvůli AFC ukončil svá studia a začal za věc lobbovat mezi politiky a podnikateli v Chicagu.
Jediným předsedou AFC byl po celou dobu šedesátiletý bývalý voják Robert E. Wood, který toho času řídil společnost Sears, Roebuck and Company. Hnutí se rozrostlo z Chicaga přes středozápad do téměř celých USA. V začátku se soustředilo na fundraising a od 25 tisíc donorů nasbíralo 370 tisíc dolarů. Za ty následně nakoupily mediální prostor v novinách a rozhlasu. Polovinu z toho darovali podnikatelé, jako byli William H. Regnery, Joseph Medill Patterson (vydavatel New York Daily News) nebo Robert R. McCormick (vydavatel Chicago Tribune). Peníze přispěli také manažeři ze společnosti Hormel.
Na vrcholu své činnosti měla 800 tisíc členů v 450 místních organizacích. To z ní dělalo jednu z největších protiválečných organizací v USA. Dvě třetiny ze členů žilo na středozápadě USA. Mezi vlivné podporovatele patřili někteří vrcholní politici, zejména ze středozápadu, ale také celebrity jako herečka Lillian Gishová nebo architekt Frank Lloyd Wright. V řídicím výboru AFC seděla Alice Rooseveltová Longworthová, dcera prezidenta Theodora Roosevelta, nebo také válečný veterán Eddie Rickenbacker. Mladý John F. Kennedy (budoucí prezident USA) byl mezi drobnými přispěvateli pro AFC.
Zakládací listinu sepsala přední americká právní a lobbistická firma Sullivan & Cromwell, a to bez nároku na honorář. Její řídicí společník John Foster Dulles (budoucí ministr zahraničních věcí USA) byl podporovatelem neutrality USA ve válce a na setkáních AFC vystupoval s plamenými projevy kritizujícími americkou podporu Spojeného království a naopak obdivoval Hitlera za jeho politické vypracování se.
V roce 1940 hnutí kritizovalo vojenskou pomoc Franklina D. Roosevelta pro Spojené království, které v té době válčilo s nacistickým Německem. Roosevelt Britům poskytl část amerického námořnictva výměnou za územní nárok na tehdy britské území v tichomoří. Hnutí AFC dále připravilo petici, ve které vyzývalo prezidenta, aby dodržel slib neutrality z roku 1939.

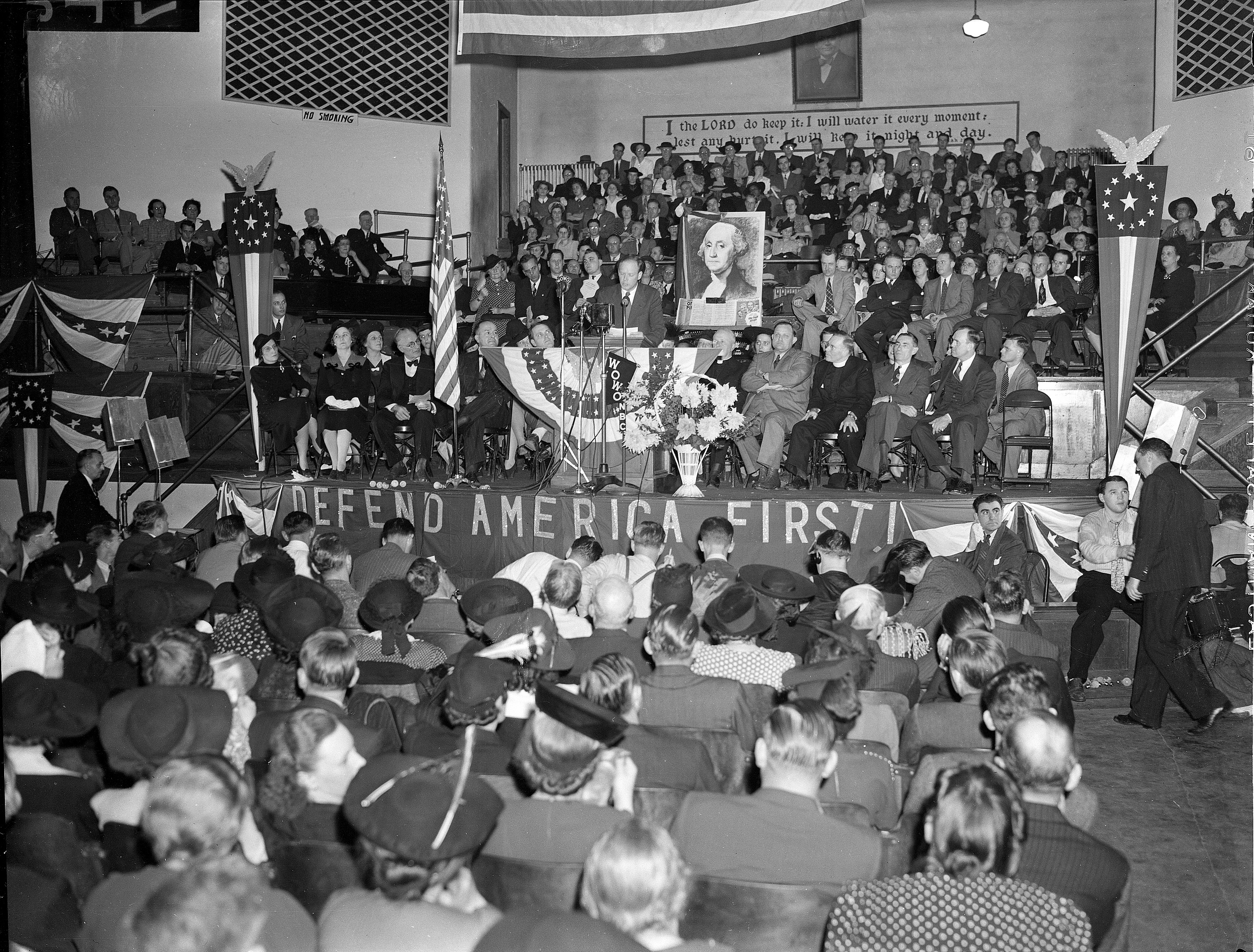
Charles Lindbergh řeční na setkání AFC (říjen 1941)

Ve svém oznámení AFC obhajoval čtyři základní principy:
- Spojené státy musí vybudovat svou vlastní nedobytnou obranu.
- Žádná cizí mocnost ani skupina mocností nemůže úspěšně zaútočit na připravenou Ameriku.
- Americkou demokracii lze zachovat pouze tím, že se bude vyhýbat evropské válce.
- Princip „poskytuní pomoci, ale bez války“ oslabuje národní obranu doma a hrozí zatažením Ameriky do války v zahraničí

Roku 1941 se AFC postavila proti podpisu Atlantické charty a proti ekonomickým sankcím vůči Japonsku.
Poté, co do hnutí vstoupil pilot Charles Lindbergh, se stal mediálně nejviditelnějším řečníkem AFC. Jeho projevy ovšem s hnutím spojily jeho antisemitismus. Lindbergh byl v roce 1937 pozván nacistickým Německem na oficiální návštěvu, při které mu bylo představeno budování Luftwaffe, ze kterého byl ohromený. Po svém návratu informoval představitele americké armády o tom, že výrazně zaostávají za německou armádou. V září 1941 Lindbergh při svém projevu pro AFC „označil za síly táhnoucí Ameriku do války Brity, Rooseveltovu administrativu a americké Židy“.
Po útoku na Pearl Harbor se organizace „vzhledem k vývoji“ dobrovolně rozpustila.